# Mitch Daniels
Mitch Daniels (Monongahela, Pensilvania; 7 de abril de 1949) es un político estadounidense, miembro del Partido Republicano. Fue el Gobernador de Indiana desde 2005 hasta 2013 y fue director de la Oficina de Presupuesto de la Casa Blanca (2001-2003).

## Primeros años
Mitchel Elias Daniels Jr. nació en Monongahela, Pensilvania, en una familia de ancestros sirios e ingleses. A los diez años se mudó con su familia a Indiana. En 1967 se graduó por el North Central High School, siendo distinguido por el Presidente Lyndon Johnson como el alumno de instituto más brillante de Indiana. En 1971 se graduó en Administración Pública por la Universidad de Princeton, y en 1979 se doctoró en Derecho por la Universidad de Georgetown.
Con sólo 19 años trabajó para la fallida campaña de William Ruckelshaus para el Senado. En sus años de estudiante, trabajó como becario para Richard Lugar, entonces Alcalde de Indianápolis. En 1971 trabajó en la campaña de reelección del Alcalde Lugar, y en tres años se convirtió en su principal asistente. Cuando Lugar fue elegido Senador en 1976, Daniels se fue con él a Washington DC como asistente administrativo. Cuando Lugar se convirtió en presidente del Comité Nacional Senatorial Republicano en 1983, Daniels se convirtió en director ejecutivo del comité.
En 1985 se integró en la Administración Reagan como enlace legislativo del Presidente. En 1987 volvió a Indiana para dirigir hasta 1990 el grupo de estudio conservador Hudson Institute. Entre 1990 y 2001 ocupó diversos puestos en la compañía farmacéutica Eli Lilly and Company, incluido el de Vicepresidente de estrategias corporativas. Y formó parte de la junta de la compañía eléctrica Indianapolis Power & Light Co.

## Director de la Oficina de Presupuesto de la Casa Blanca (2001-2003)
En enero de 2001 fue nombrado Director de la Oficina de Presupuesto de la Casa Blanca por el entonces Presidente George W. Bush. En ese rol formó parte del Consejo de Seguridad Nacional y el Consejo de Seguridad del Territorio Nacional de la Casa Blanca.
Daniels estableció un nuevo sistema de responsabilidad para todas las entidades gubernamentales. A pesar de su inclinación hacia políticas restrictivas del gasto público, se vio obligado a seguir las políticas de la Administración de incremento masivo del gasto en seguridad y programas domésticos, que llevaron a un déficit de 400,000 millones de dólares. También le correspondió anunciar que las estimaciones del Gobierno sobre el coste de una Guerra en Irak eran de 60 millones de dólares, muy por debajo de lo que después costaría.

## Gobernador de Indiana desde 2005
Daniels dimitió en junio de 2003 de sus responsabilidades como Director de Presupuesto, con la intención de presentar en 2004 su candidatura para la elección a Gobernador de Indiana. Valiéndose de la popularidad del Presidente Bush en el estado, Daniels visitó tres veces los 92 condados de Indiana con el eslogan "My Man Mitch", y derrotó al Gobernador demócrata Joe Kernan con el 53% de los votos.
El Gobernador Daniels creó la primera Oficina de Administración y Presupuesto del estado Indiana, con el objetivo de buscar la eficiencia y el ahorro en las instituciones públcias. Para mejorar la mala situación fiscal del estado, propuso un aumento de impuestos del 1% para todos los individuos y entidades con ingresos superiores a los 100,000 dólares. La medida fue rechazada por la Legislatura estatal, pero el Gobernador Daniels logró en su primer año el primer presupuesto estatal equilibrado en ocho años, mediante controles estrictos en los incrementos del gasto. 
El déficit de 600 millones de dólares que heredó de la anterior administración, lo convirtió en un superávit de 300 millones de dólares.. Utilizó el superávit para devolver los fondos que el estado había recortado a las escuelas públicas en administraciones anteriores. En 2005 creó el Indiana Economic Development Corporation, para promover negocios e inversión privada en el estado. Logró que las compañías automovilísticas Toyota, Cummins y Honda creasen y expandiesen factorías en Indiana.
En 2007, el Gobernador Daniels firmó un nuevo plan sanitario que proporcionó cobertura médica a 132,000 ciudadanos no asegurados. El plan se financió con el dinero obtenido del incremento del impuesto estatal sobre cigarrillos. En 2008 firmó una reforma del impuesto sobre la propiedad inmobiliaria, con un 30% de media de recorte del impuesto para el año 2008.
Contrario al aborto, durante su mandato apoyó legislación para limitar el aborto en el estado, convirtiendo a Indiana en uno de los estados más restrictivos. Endureció los requerimientos de inspección de las clínicas abortivas, igualándolas a las de cualquier centro quirúrgico.
En noviembre de 2008 fue reelegido con el 57% de los votos derrotando a la demócrata Jill Long-Thompson.

## Vida personal
Está casado y tiene cuatro hijas. Es presbiteriano.